# Mwdwl-eithin
Mwdwl-eithin är ett berg i Storbritannien.   Det ligger i kommunen Conwy och riksdelen Wales, i den södra delen av landet, 280 km nordväst om huvudstaden London. Toppen på Mwdwl-eithin är 532 meter över havet.
Terrängen runt Mwdwl-eithin är kuperad söderut, men norrut är den platt.Runt Mwdwl-eithin är det ganska tätbefolkat, med 60 invånare per kvadratkilometer. Närmaste större samhälle är Ruthin, 17,1 km nordost om Mwdwl-eithin. Trakten runt Mwdwl-eithin består i huvudsak av gräsmarker.